# Miltonvale (Kansas)
Miltonvale é uma cidade localizada no estado americano de Kansas, no Condado de Cloud.

## Demografia
Segundo o censo americano de 2000, a sua população era de 523 habitantes.
Em 2006, foi estimada uma população de 478, um decréscimo de 45 (-8.6%).

## Geografia
De acordo com o United States Census Bureau tem uma área de
2,0 km², dos quais 2,0 km² cobertos por terra e 0,0 km² cobertos por água.

## Localidades na vizinhança
O diagrama seguinte representa as localidades num raio de 28 km ao redor de Miltonvale.